# Cockapoo
Un Cockapoo, cock-a-poo, cockerpoo ou spoodle en Australie, est un chien de type designer dog issu du croisement entre un cocker américain ou un cocker anglais et un caniche, souvent nain.

## Histoire
Les premiers cockapoos apparaissent aux États-Unis dans les années 1950 à la suite de saillies accidentelles, bien que des chiens similaires aient existé en France au début des années 1800.

## Caractéristiques

### Description physique
Suivant le type de caniche (nain, moyen ou géant) et la race de cocker (américain ou anglais) utilisés pour le croisement, la taille du cockapoo peut varier (toy, mini ou standard) ainsi que son poids,. Ce dernier est ainsi compris entre 3 et 11 kg.
La robe peut être de divers coloris, unicolore comme bicolore, à la manière de celle des caniches. Le poils est dense, peut être droit et lisse comme bouclé. Certains cockapoos ne perdent pas leurs poils, mais cela dépend des individus et des lignées.

### Caractère
Le cockapoo est un chien énergique et amical. Il s'agit d'un chien intelligent qui apprend rapidement et qui peut s'ennuyer facilement. Sensible, il a besoin d'être dans un environnement positif. Il a besoin d'être socialisé avec d'autres chiens dès son plus jeune âge.

### Espérance de vie
Un chien cockapoo peut vivre entre 13 et 15 ans.

## Santé
Le cockapoo est plus sujet à l'atrophie rétinienne progressive, qui apparaît à l'âge adulte et qui touche également les cockers et les caniches. Il est aussi plus exposé à la luxation congénitale de la rotule, courante chez les chiens de petite taille, et qui apparaît vers les quatre à cinq mois du chien.

## Entretien
Le cockapoo nécessite d'être régulièrement brossé. Leur toilettage leur donne souvent un aspect similaire à celui d'un chiot et sert à dégager leurs yeux des poils.